# Flottenapotheker (Bundeswehr)
Flottenapotheker (dobesedno nemško Apotekar flote; okrajšava: FlAp; kratica: FLAP) je specialistični častniški čin za sanitetne častnike farmacevtske izobrazbe v Bundesmarine (v sklopu Bundeswehra). Sanitetni častniki medicine oz. dentalne medicine nosijo čin Oberstarzta (Heer/Luftwaffe) oz. Flottenarzta (Bundesmarine) in veterinarji nosijo čin Oberstveterinärja (Heer); čin je enakovreden činu polkovnika (Heer in Luftwaffe) in činu kapitana (Marine).
Nadrejen je činu Flottillenapothekerja in podrejen činu Admiralapothekerja. V sklopu Natovega STANAG 2116 spada v razred OF-5, medtem ko v zveznem plačilnem sistemu sodi v razred A16-B3.

## Oznaka čina
Oznaka čina je enaka oznaki čina kapitana, pri čemer ima na vrh oznake dodano še oznako specializacije: kača nad izparilnico.
Galerija
- Narokavna oznaka